# Agnès Barron
Pour les articles homonymes, voir Barron.
Agnès Barron, plus connue sous le nom d'Agnès, baronne de Stoeckl, née le 21 janvier 1874 dans le 16e arrondissement de Paris et décédée à Iver (Angleterre) en janvier 1968, est une écrivaine.

## Biographie
Agnès Barron naît en 1874 à Paris, fille d'un père français, Guillaume Barron, rentier, et de Fanny Lonergan, son épouse. Le 30 juin 1892, elle épouse à Londres le diplomate russe Alexandre de Stoeckl, fils du baron Edouard de Stoeckl,. 
Surnommée « Aunty Ag » par la moitié des têtes couronnées européennes, elle a rédigé plusieurs ouvrages, dont deux qui font référence sur le Gotha européen : Not All Vanity, en 1950, et My Dear Marquis, en 1952.

## Publications
- Not All Vanity, London, 1950
- My Dear Marquis, London, 1952

- When Men Had Time to Love, 1953
- King of the French, a Portrait of Louis Philippe, 1773-1850, London, 1957
- Madame Elisabeth, Paris, del Duca, 1957
- Four Years an Empress. Marie-Louise, 2nd Wife of Napoleon, London, Murray, 1962
- Mistress of Versailles - The Life of Madame du Barry, 1966

## Iconographie
Elle a été photographiée en 1902 en grand habit d'apparat. Les clichés sont conservés dans la Lafayette Negative Collection, au V&A Museum de Londres.